# Mark Crozer
Mark Crozer (* in Cambridge, England) ist ein britischer Sänger und Gitarrist. Er ist Mitglied der schottischen Alternative-Rock-Band The Jesus and Mary Chain.

## Karriere
Mark Crozer veröffentlichte mit Shining Down On Me (1999) und Unnatural World (2002) zwei Soloalben in Kanada.
Später wurde er Bassspieler bei The Jesus and Mary Chain. Mit Jim Reid tourte Crozer durch das Vereinigte Königreich und Europa, wo sie die Single „Dead End Kids“ und eine Version von „And Your Bird Can Sing“ von den The Beatles für das Mojo-Magazin aufnahmen.
Als sich The Jesus and Mary Chain 2007 neu reformierten, übernahm Crozer die Rolle als Gitarrist. Sein erster Auftritt mit der Band war im The Glasshouse in Pomona, Kalifornien.
Neben The Jesus and Mary Chain spielte Crozer zusammen mit dem Bandkollegen Loz Colbert auch in seiner eigenen Band namens International Jetsetters.
Nachdem er einige Jahre in Charlotte, North Carolina gelebt hat, wo er eine weitere eigene Band namens Mark Crozer and The Rels angeführt hat, lebt er heute in New York.
2012 kaufte die Wrestling-Organisation WWE die Rechte an seinem Song „Broken Out in Love“. Die WWE benannte den Song in „Live in Fear“ um und verwendet ihn seitdem als Einzugsmusik von Bray Wyatt. Im selben Jahr veröffentlichte Mark Crozer and The Rels ihr gleichnamiges Debütalbum, gefolgt von dem Minialbum „Backburner“ im Jahr 2013. Bei der Wrestling-Show WrestleMania XXX spielte Mark and the Rels die Einzugsmusik von Bray Wyatt, Live in Fear, live vor 75.167 Zuschauern im Mercedes-Benz Superdome in New Orleans, Louisiana.